# Рух за незалежність Тайваню
Рух за незалежність Тайваню — це тайванський політичний рух, метою якого є офіційне проголошення незалежності та суверенності «Тайванської держави», цей рух виступає проти чинного статус-кво відповідно до якого існує «два Китаї» і можливість їх об'єднання.
Наразі в сучасному світі політичний статус Тайваню неоднозначний. Сучасна КНР офіційно стверджує, що Тайвань є провінцією КНР. Проте Тайвань та інші острови наразі перебувають під фактичним контролем Китайської Республіки (РК), ця країна, офіційно підтримує дипломатичні відносини з 12 країнами, які є визнаними ООН. Колишня президентка Республіки Китай Цай Інвень стверджувала, що Тайвань вже є незалежною країною, а отже не повинен домагатися будь-якої формальної незалежності. Чинним президентом є Лай Цінде з травня 2024 року.
Використання терміна «незалежності» для різних громадян Тайваню може бути неоднозначним. Наприклад деякі прихильники «незалежності» висловлюють свою згоду на незалежність Тайваню, оскільки вони можуть мати на увазі ідею формального створення незалежної тайванської держави або ідею, що Тайвань став синонімом чинної Китайської Республіки, а отже він є вже незалежним (як це значиться в концепції однієї країни з кожного боку). Деякі прихильники «незалежності» виступають за виключення островів Цзіньмен і Мацу, які контролюються Тайванем, але розташовані біля берегів материкового Китаю, який перебуває під контролем КНР.
Незалежність тайванської держави підтримується тайванським політичним рухом так званою «Пан-зеленою коаліцією» на території Тайваню, але проти незалежності тайванської держави виступає інший тайванський політичний рух більш відомий як «Пан-блакитна коаліція», яка прагне зберегти чинний, проте неоднозначний статус-кво Китайської Республіки (Тайвань) відповідно до проголошеного так званого «Консенсусу 1992 року» або поступово відновити єдність, і в якийсь момент об'єднатися материковим Китаєм, який перебуває під владою КНР.
Уряд КНР який контролює материковий Китай, категорично виступає проти незалежності (в будь-якій формі) Тайваню, оскільки вважає, що Тайвань і материковий Китай становлять дві частини території однієї країни, а саме КНР. Уряд КНР сформулював та просуває ідею «політику одного Китаю», відповідно до якого іноземні країни можуть встановлювати офіційні дипломатичні відносини з КНР лише за умови відмови від усіх офіційних дипломатичних відносин і офіційного визнання Республіки Китай.

## Передумова
Після закінчення Першої китайсько-японської війни 17 квітня 1895 року, острів Тайвань був переданий китайською імперією Цін до складу Японської імперії відповідно до Сімоносекського договору. Ряд відомих чиновників з Тайваню, які виступали проти вищезгаданого договору, проголосили на острові Тайвань, незалежність і утворили Республіку Формоза, яка була розпущена японськими окупаційними силами, після того як японські війська захопили її столицю Тайнань 21 жовтня 1895 року. Після закінчення Другої світової війни та Другої китайсько-японської війни в 1945 році острів Тайвань був переданий під контроль Китайської Республіки, від імені союзників у Другій світовій війні. В Китайській Республіці, тоді був загальновизнаний уряд як материкового Китаю, так і острова Тайвань, цей уряд оголосив що Тайвань тепер «злучений» з Китаєм.
У 1949—1950 роках Комуністична партія Китаю, перемогла у громадянській війні в Китаї, і зуміла вигнати законний уряд Китайської Республіки з материкового Китаю на острів Тайвань (а також на деякі інші невеликі китайські острови). На той час ще не було підписано жодного договору про офіційну передачу острова Тайвань до складу Республіки Китай. Уряд Республіки Китай обрав місто Тайбей тимчасовою столицею Республіки Китай і оголосила «воєнний стан» у 1949 році. Діяльність всіх так званих демократичних інститутів Республіки Китай були «тимчасово» призупинені.
З призупиненням діяльності демократії на острові Тайвань, який перебував під контролем уряду Республіки Китай, який повністю контролювався китайською партією Гоміндан (Китайська націоналістична партія), уряд Республіки Китай насправді перетворив острів Тайвань на звичайну військову диктатуру. Період воєнного стану, який існував на острові Тайвань з 1949 по 1987 рік, призвів до незаконних арештів та засуджень, і час від часу навіть до страт тисяч тайванських і китайських демократичних активістів та інших дисидентів. Цей період в історії Тайваню став відомий як «білий терор».
Після різанини в Лією в 1987 році, китайська партія Гоміндан втратила свою владу і припинила дію воєнного стану на острові Тайвань. Ця подія сталася не лише через тиск з боку громадських активістів які виступали за демократизацію, та (або) незалежність на Тайвані, але й через тиск з боку США, оскільки її громадянин Генрі Лю був убитий членами кримінальної тріади, які були таємно підготовлені та надісланими Бюро військової розвідки Республіки Китай. Після цього, тайванські партії які орієнтовані на незалежність Тайваню, змогли отримати контроль над Тайванем.
Демократичний рух та громадська активність на Тайвані, породив низку політичних партій, орієнтованих на «незалежність» Тайваню. Найпомітнішою та найвпливовішою з них є Демократична прогресивна партія (ДПП), яка тричі обиралася до влади демократичним шляхом. Керівний (центральний) орган Тайваню все ще продовжує ідентифікувати (асоціювати) себе як «Республіка Китай», але багато установ були зайнятті та час від часу були змінені ДПП, що призвело до теорії, що «Республіка Китай — це Тайвань».
Це питання щодо того, чи вже Тайвань досяг фактичної незалежності відповідно до Конституції Республіки Китай, внесеної у 2005 році. КНР і китайська партія Гоміндан продовжують стверджувати, що «Громадянська війна в Китаї ще не закінчилася» а одже статус-кво зберігається. Ці два політичні табори розробили «консенсус 1992 року», щоб закріпити статус Тайваню як провінції «Китай». У помсту за це, ДПП намагається розробити та проштовхнути свій так званий «тайванський консенсус».

## Сучасна політична ситуація на Тайвані
Сила, яка здійснює реальний контроль над Тайванем, — це сукупність різних політичних партій, які по-різному називають свою країну «Тайвань (Республіка Китай)» або «Китай (Республіка Китай)». В Тайвані як державі немає реального політичного та громадського консенсусу щодо фундаментального статусу Тайваню як держави, оскільки політично країна поділена між двома основними тайванськими фракціями, відомими як «Пан-блакитна коаліція» та «Пан-зелена коаліція». Пан-блакитна коаліція на чолі з китайською націоналістичною партією Гоміньданом, вважає, що їхня країна (включаючи Тайвань) є Китаєм і не визнає легітимність КНР, яка контролює материкову частину Китаю, та яку Гоміньдан розглядає як окупаційний режим який окупував решту Китаю силами повстанців. Вони називають Тайвань, місце, де вони насправді живуть, «Тайвань, вільна зона Республіки Китай». З іншого боку, Пан-зелена коаліція, яку зараз очолює Демократична прогресивна партія, вважає, що їхня країна обмежена географічним визначенням Тайваню (включаючи острови-супутники Тайваню та острови Пенгу), а також, можливо, деякі незначні віддалені острови, і активно не претендує на суверенітет над материковим Китаєм.
Також територіальна суперечка щодо Тайваню пов'язана з різними іншими територіальними суперечками які існують у Східній Азії, особливо суперечкою про острови Сенкаку/Дяоютай та різними суперечками щодо інших островів розташованих в Південнокитайському морі. У першому це пояснюється тим, що як КНР, так і тайванська «Пан-Блакитна коаліція» вважають, що острови Сенкаку/Дяоютай є частиною географічного визначення Тайваню, хоча зараз вони перебувають під фактичним контролем Японії та перебувають під японським правлінням з пізнього часу, а саме з 19 століття, з чого випливає що претензії Китаю на острови Сенкаку/Дяоютай є просто продовженням претензій Китаю на Тайвань. Тим часом, з приводу іншого, то Тайвань зберігає контроль над кількома островами в Південнокитайському морі, а тайванська «Пан-Блакитна коаліція» також претендує на суверенітет над усіма іншими островами Південнокитайського моря. Також, ще однією важливою деталлю територіальної суперечки щодо Тайваню є той факт, що уряд Тайваню зберігає контроль над кількома іншими не тайванськими островами, які належать до Китаю, а саме Острови Цзіньмень і Мацзу, які перебувають під контролем Тайваню, при тому що географічно вони визначені як частини провінції Фуцзянь, яка входить до складу КНР, (у межах Тайваню вони керуються як частини власного визначення Фуцзянь Пан-Блакитної коаліції Провінція, Китай).

## Правова основа незалежності Тайваню
Незалежність Тайваню підтримується тайванською «Пан-зеленою коаліцією» на Тайвані, яка зараз очолюється Демократичною прогресивною партією, але їм протистоїть «Пан-блакитній коаліції» на чолі якої стоїть китайський Гоміндан. Зелена коаліція прагне в кінцевому підсумку досягти повної незалежності та суверенності тайванської держави. Тоді як блакитна коаліція, має на меті покращити відносини з урядом КНР, який вона називає «материковим Китаєм» — і в кінцевому підсумку в якийсь момент «возз'єднатися».
Обидві політичні коаліції вже давно змушені невпевнено танцювати навколо так званого «статус-кво» який зараз є політичним статусом Тайваню. ДПП не може негайно проголосити про незалежність Тайваню, через тиск з боку уряду КНР. При цьому, Гоміньдан і КНР не можуть негайно досягти своєї мети об'єднати Китай через тиск з боку ДПП та її неофіційних союзників (включаючи політичні угруповання в США, Японії та Європейського Союзу).
Договір Сімоносекі 1895 року та договір Сан-Франциско 1951 року часто називають головними основами для незалежності Тайваню в міжнародному праві, якщо такі принципи, як «самовизначення» та Конвенція Монтевідео (про права та обов'язки держав) не слід брати до уваги. Ці два договори не визнаються урядом КНР та «Пан-блакитною коаліцією» Тайваню.
У той час як влада КНР зазвичай відкидає (не визнає) право на самовизначення (тобто право на незалежність) і міжнародну Конвенцію Монтевідео, вони вважають змовою проти суверенітету та територіальної цілісності КНР, обидва вищезгадані договори мають міцну правову основу в міжнародному праві і були визнані багатьма країнами світу. Примітно, що договір Сан-Франциско формує головну основу сучасної незалежності Японії (від союзників у Другій світовій війні) і значною мірою диктує сучасну геополітику Японії.
Причиною чому були згадані саме ці договори було: 
а) Японська імперія отримала суверенітет над островом Тайвань у 1895 році.
б) Японська держава втратила суверенітет над островом Тайванем у 1951—1952 роках.
в) Японія ніколи не вказувала «державу-наступницю» острова Тайвань після цього.
Тому, на думку деяких політиків та активістів, це означає, що Тайвань контролюється лише Республікою Китай від імені союзників у Другій світовій війні і не є частиною суверенної території Республіки Китай.
Уряд КНР не визнає чинності цих двох договорів, стверджуючи, що: 
а) Сімоносекський договір був анульований.
б) Сан-Франциський договір був незаконним. Крім того, уряд КНР зазначає, що Потсдамська декларація та Каїрське комюніке є незаперечними основами суверенітету КНР над Тайванем.
Влада КНР також неухильно наголошує на тому, що ООН, називає Тайвань «Тайвань, провінція Китаю». Однак цей пункт є досить сумнівним, оскільки КНР має величезний вплив на ООН як один з п'яти постійних членів Ради Безпеки ООН. Більшість країн світу не визнають незалежність та суверенність Тайваню, і лише 12 членів ООН мають з ним дипломатичні відносини.
Влада КНР також звинувачує США, Японію та ЄС у втручанні у «внутрішні справи Китаю», стверджуючи, що США несуть відповідальність за відокремлення Тайваню від Китаю і несуть відповідальність за створення «штучних» настроїв за незалежність всередині Тайваню. Більшість урядів, включаючи уряд США, стверджують, що дотримуються так званої «політики одного Китаю», яка базується на китайській політичній платформі «принцип одного Китаю».
Більшість так званих «розвинених» і «західних» держав світу, насправді (де-факто) вважають Тайвань самоврядною державою. Однак, оскільки визнання існування «незалежного Тайваню» забезпечує певну форму підстав для офіційного визнання незалежності Тайваню, тому КНР зазвичай відкидає головну передумову Конвенції Монтевідео, яка полягає в тому, що «існують певні реалії, які визначають державність» (незалежно від міжнародного визнання).
У тайванській «Пан-зеленій коаліції» Тайваню є дві основні фракції. Фракція, яка станом на зараз, перебуває при владі в Тайвані, прагне отримати офіційне міжнародне визнання реальності «Двох Китаїв», де КНР і Республіка Китай можуть співіснувати; пізніше Республіка Китай може поступово «перетворитися» на незалежну тайваньську державу, уникаючи серйозного конфлікту з КНР. Тоді як інша фракція прагне безпосередньо досягти незалежності Тайваню шляхом більш різкого та повного повалення всіх інституцій Республіки Китай на Тайвані, які фракція вважає нелегітимним.
Використання терміна «незалежність» для Тайваню може бути неоднозначним. Якщо деякі прихильники «незалежності» стверджують, що вони згодні з незалежністю Тайваню, вони можуть мати на увазі ідею формального створення незалежної тайванської держави, або ідею про те, що Тайвань став синонімом нинішньої Республіка Китай з резолюції про майбутнє Тайваню та що Республіка Китай, тобто Тайвань вже є незалежною державою (як це відображено в концепції, що розвивається від чотирьох ні та однієї без до однієї країни з кожної сторони). Обидві ці ідеї (платформи) суперечать претензіям влади КНР.

## Острови Кемой і Мацу (Ціньмен і Ляньчян)

### Передумови
Коли уряд Республіка Китай (під час правління Гоміндану) був змушений відступити до Тайваню і Пенху у 1949 році, декілька китайських (тобто не японських) островів все ще залишалися під контролем влади Гоміндану. Оскільки Комуністична партія Китаю ніколи не отримала контроль над декількома островами, а саме Цзіньмен, Уцю та Мацу, вони тепер перебувають під контролем Республіка Китай який контролює Тайвань як повіт Цзіньмен (Цінмень, Уцю) та повіт Ляньчян (Мацу) в межах сучасної модернізованої провінції Фуцзянь. Ці острови часто спільно називають Кемой і Мацу або «Золотий кінь».
Після фактичного завершення громадянської війни в Китаї, повіт Цзіньмень («Кемой») і повіт Ляньчян («Мацу») став служити важливим оборонним опорним пунктом для влади Гоміндану протягом 1950–1970-х років, він символізував передову лінію опору китайського націоналістичного Гоміндану проти китайських комуністичних повстанців. Вони символічно представляли останню присутність Гоміндану на території «континентального Китаю». Під час першої кризи в Тайванській протоці 1954—1955 років і Другої кризи в Тайванській протоці в 1958 році, вищезгадані острови отримали величезне висвітлення у західних (особливо в США) ЗМІ. Вони були дуже значущими в контексті протистояння під час холодної війни, періоду геополітичної напруженості між Радянським Союзом (та його союзниками) і Сполученими Штатами (та їх союзниками) з 1946 по 1991 рік.
З моменту переходу Тайваню до багатопартійної політики (перехід до «Демократизація») в середині держави, протягом 1990-х років повіти Цзіньмен і Ляньчян перетворилися на два важливі виборчі електорати, проти яких можна боротися за допомогою демократичних виборів. Наразі ці два виборчих електорати є «оплотами» для китайської націоналістичної партії Гоміндану, це відбувається основному завдяки популярній думці серед місцевого електорату, а не через грубий контроль (як у минулому). Ці два виборчі електорати нещодавно встановили дуже тісні відносини з континентальним Китаєм, який знаходиться лише на віддалені у 2–9 км на захід від островів, тоді як Тайвань віддалений від них приблизно в 166—189 км на схід від островів.

### Значення Кемой і Мацу
- Острови розташовані на південно-східному узбережжі континентального Китаю, лише за кілька кілометрів від провінції Фуцзянь.
- Острови географічно визначені як частина континентального Китаю, а не Тайваню.
- Острови офіційно визначаються як охоплення всієї обтічної провінції Фуцзянь (офіційно лише «провінція Фуцзянь») КНР на Тайвані.

### Кемой і Мацу у відносинах через протоку
Як повідомляється, органи місцевої влади округу Цзіньмень підтримують міцні ділові та культурні зв'язки з континентальним Китаєм, так само як і китайська націоналістична партія Гоміндан, і розглядає себе як важливих представників або як зв'язкових (або координаційний центр) для покращення відносин між КНР та Тайванем(тобто вони виступають на користь реалізації політичної платформи «об'єднання Китаю»). У січні 2001 року пряме сполучення між повітом Цзіньмен (і повітом Ляньчян) і континентальним Китаєм знову було відкрито в рамках «міні трьох ланок». Станом на 2015 рік округ Ціньмень планує отримати статус «особливої економічної зони», в якій буде дозволено вільну торгівлю та вільні інвестиції між ним і сусідньою материковою СЕЗ Сямень. Реалізація даного проєкту також можлива через будівництво величезного мосту, що з'єднає Цзіньмень з Сяменьем через острів Малий Ціньмень (Лією), також вже будується міст між Великим і Малим Цзіньменем. Також, округ Цзіньмен планує стати «університетським островом». У 2010 році «Національний технологічний інститут Кінмен» був переведений до «Національного університету Кемой». Округ Цзіньмень планує заснувати кілька філій університетів з континентального Китаю в окрузі Цзіньмені та домовився з центральним урядом Тайваню, щоб на університети в Цзіньмені не були обмежені тими ж встановленими квотами, що й інші університети Тайваню з погляду  приймання з материка китайських студентів. У 2018 році місцева влада округу Цзіньмень представила новий підводний трубопровід, що з'єднує Цзіньмень з континентальним Китаєм, через який можна імпортувати питну воду. Ця бізнес-угода викликала суперечки на Тайвані та призвела до «протистояння» між округом Цзіньмен і Радою у справах материка Тайваню.

### Кемой і Мацу у складі Тайваню
В межах Республіки Китай (Тайваню) один з тайванських політичних таборів вважає, що повіт Цзіньмен (Quemoy) і Матсу повинні бути виведені з потенційної майбутньої незалежної та суверенної тайванської держави. Цей погляд узгоджується з вищезгаданими договорами та актами, які не визначають Цінмен і Мацу як частину Тайваню. Цей же табір також вважає, що КНР лише «дозволила» Республіці Китай продовжувати контролювати Цзіньмен і Мацу, щоб «прив'язати» Тайвань до материкового Китаю, яки перебуває під владою КНР. Той факт, що КНР спрямовує свою пропаганду на Кіньмен і Мацу, свідчить про те, що це принаймні до певної міри це правда. У гіпотетичному сценарії, в майбутньому коли Кіньмен і Мацу покине тайваньська держава, вони, ймовірно, будуть «передані» КНР через ухвалення мирного договору, що офіційно завершить громадянську війну в Китаї.
Також в межах Республіки Китай (Тайваню) є інший тайванський політичний табір, який вважає що Кемой і Мацу належать Республіці Китай (Тайваню). Цей табір вважає, що Республіка Китай і Тайвань стали одним і тим же самим. За цією логікою Тайвань фактично володіє всіма тими ж територіями, якими, як кажуть, володіє Республіка Китай. До цих територій також належить острови Кемой і Мацу. Якби була створена потенційна тайванська держава, цей табір вважає, що нова країна насправді стане державою-наступницею Республіки Китай, а не зовсім новою країною. Тому, якби незалежність Тайваню була успішно досягнута, то острови Куемой і Мацу гіпотетично перестали б управлятися в статусі «провінція Фуцзянь», а натомість ці острови стали б просто класифіковані як «острівні супутники Тайваню» (приблизно так само, як Пеньху).
Попри на різні погляди які домінують в цих двох політичних таборах, на Тайвані існує загальне розуміння та усвідомлення, що острови Кемой і Мацу не є частиною історичного регіону «Тайвань», оскільки ніколи не керувалися такими колоніальними режимами як: голландська Формоза, іспанська Формоза, Королівство Тунгнінг, Республіка Формоза та Японська Формоза. Крім того, острови Кемой і Мацу протягом кількох років мали унікальну історію як військові форпости Республіки Китай, що ще більше відокремлювало острови від Тайваню з погляду  спільної культури.

## Історія незалежності Тайваню
Багато прихильників незалежності Тайваню (Тайванської держави) розглядають історію Тайваню з 17 століття як безперервну боротьбу за свою незалежність і використовують її як натхнення (ідеологічне обґрунтування) для нинішнього політичного руху.
Відповідно до цього погляду корінні народи острова Тайвань та ті, хто оселився там пізніше, неодноразово були окуповані різними державами та народами, включаючи нідерландців, іспанців, мінців, коксінга та прихильників китайської династії мін, цін, японців і, а також китайських націоналістів на чолі яких стояла китайська націоналістична партія Гоміньдан. З погляду тайванців які є прихильниками незалежності (Рух за незалежність Тайваню) розпочався ще під час правління китайської династії Цін в 1680-х роках, що призвело до того, що в ті часи з'явилася добре відома приказка: «Кожні три роки повстання, кожні п'ять років повстання». Тайванські прихильники незалежності Тайваню порівнювали Тайвань під час правління китайського Гоміндану з Південною Африкою під час апартеїду. Рух за незалежність Тайваню який в ті часи перебував під окупацією Японської імперії, був підтриманий лідером китайських комуністів Мао Цзедуном у 1930-х роках як засіб звільнення Тайваню від японського панування.
Після закінчення Другої світової війни в 1945 році, був виданий «Загальний наказ №1» Верховному головнокомандувачу союзними державами, союзники погодилися, що армія Республіки Китай яка перебувала під керівництвом Гоміндану «тимчасово окупує Тайвань від імені Союзні сили».

### Період воєнного стану

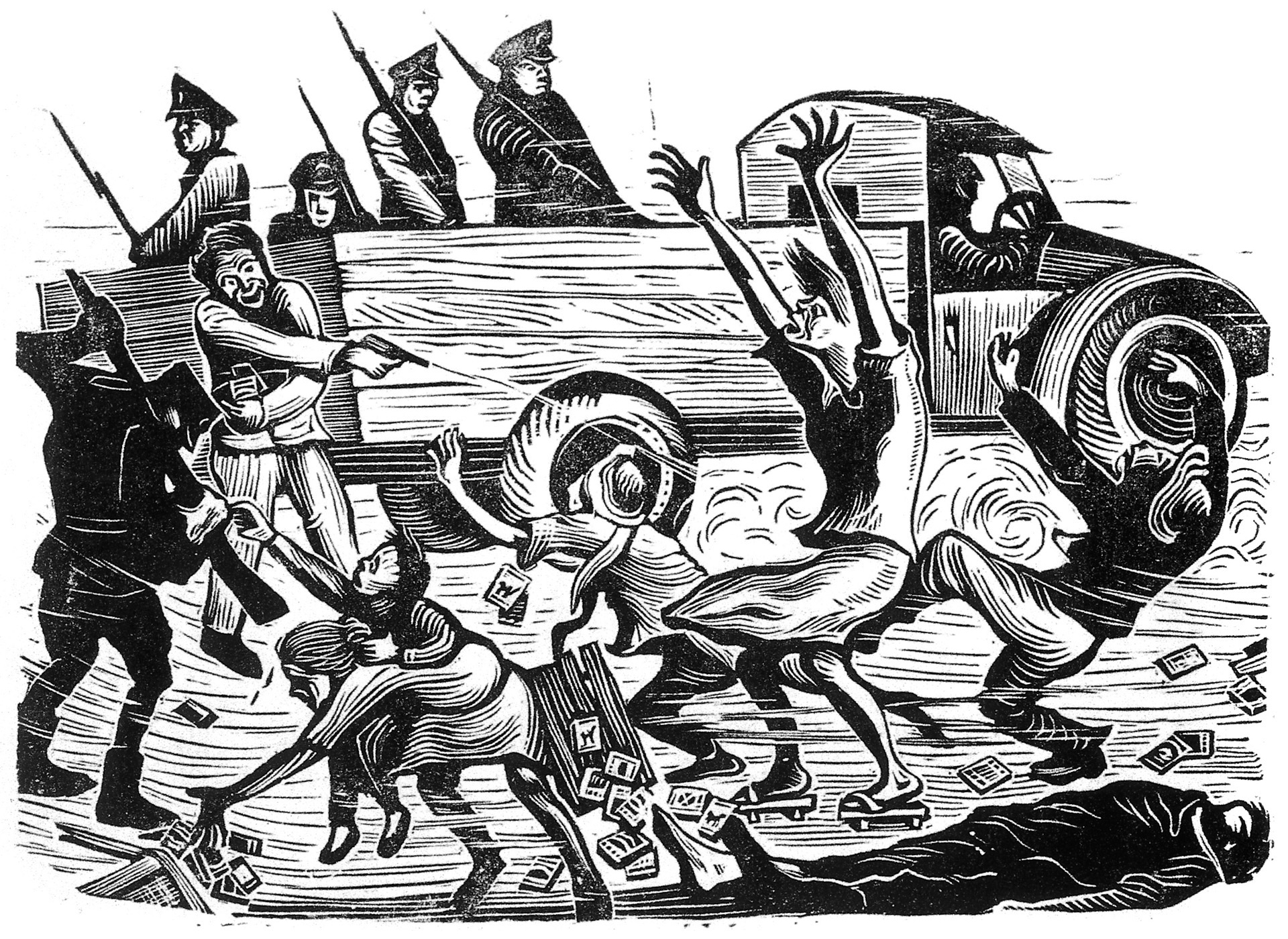
Друк на дереві Хуан Жун-кана «Страшний огляд», що описує різанину 28 лютого 1947 року

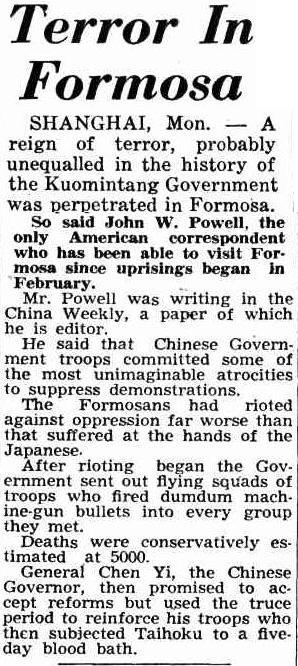
«Терор у Формозі», стаття новин з The Daily News of Perth, повідомляла про стан у березні 1947 року.

Сучасний тайванський політичний рух який виступає незалежність та суверенність Тайваню, бере свій початок з японського колоніального періоду, коли Тайвань перебував під окупацією Японської імперії. Але рух за незалежність Тайваню, став життєздатною політичною силою на Тайвані лише в 1990-х роках. Прихильники незалежність Тайваню періодично виступала під час японської окупації Тайваню, але вони були придушені японським окупаційним режимом. В той час ці зусилля були метою Комуністичної партії Тайваню в кінці 1920-х років. На відміну від сучасних формулювань і відповідно до думки Комінтерну, така держава була б пролетарською. Після закінчення Другої світової війни в 1945 році японське правління на Тайвані припинилося, але на заміну йому прийшов автократичний режим під керівництвом китайської націоналістичної партії Гоміньдан. Згодом відновилися заклики до відновлення місцевого управління. Проте це був політичний рух, який підтримували китайські студенти, які народилися на острові Тайвань і які не були пов'язані з китайською націоналістичною партією Гоміньдан. Цей рух знайшов своє коріння в США та Японії. У 1950-х роках в Японії був створений Тимчасовий уряд Республіки Тайвань. Номінальним президентом був Томас Ляо. Свого часу вона мала квазіофіційні відносини з новою незалежною державою Індонезією. Це стало можливим головним чином завдяки особистим зв'язкам між Сукарно та зв'язковим Тимчасового уряду з Південно-східної Азії Чен Чі Сюном, який допомагав у місцевому русі опору Індонезії проти японської окупації.
Після того як на острові Тайвань почала правити китайська націоналістична партія Гоміндан, у центрі уваги руху було невдоволення корінних мешканців острова а саме тайванців проти правління «материкових жителів» (тобто вихідців із континентального Китаю, які втекли на Тайвань разом із китайською партією Гоміньданом наприкінці 1940-х років). Інцидент 28 лютого 1947 року та запровадження воєнного стану, який тривав аж до 1987 року, сприяли періоду білого терору на острові Тайвань. У 1979 році стався інцидент у Гаосюні, коли активізувався рух за демократизацію та незалежність Тайваню.
У період з 1949 по 1991 рр. офіційна позиція центрального уряду Республіки Китай щодо Тайваню полягала в тому, що він був єдиним законним урядом усього Китаю, і він використовував цю правову позицію як виправдання, для запровадження авторитарних заходів на Тайвані, таких як відмова звільнити депутатські місця, які займали обрані делегати на материковій частині Китаю в 1947 році у Законодавчому юані. Політичний та громадський Рух за незалежність та суверенність Тайваню посилився у відповідь на вищезгадану політику центрального уряду Республіки Китай, цей Рух представив альтернативне бачення майбутньої суверенної та незалежної тайванської держави. Це бачення було представлено через низку символів (заходів), таких як використання тайванської мови на противагу китайській мові, якій навчають у тайванській школі.
Кілька тайванських вчених розробили різні версії конституції як політичну заяву чи бачення, так і як інтелектуальну вправу. Більшість із цих проєктів виступають за двопалатну парламентську систему правління, а не президентську систему правління. Принаймні в одному такому проєкті місця у верхній палаті парламенту, повинні будуть розподілені порівну між встановленими етнічними групами Тайваню. У 1980-х роках китайський націоналістичний уряд Республіки Китай, вважав оприлюднення цих ідей злочинними. У найдраматичнішому випадку було прийнято рішення заарештувати видавця, який виступає за незалежність Тайваню, Чен Нань Чжуна за публікацію версії в його журналі Tang-wai, Liberty Era Weekly (自由時代週刊). Замість того, щоб здатися, Чен Нань Чжун на знак протесту проти дій уряду Республіки Китай, вчинив акт самоспалення. Інші кампанії та тактики щодо протесту проти дій уряду включали вимоги від тайванської громадськості проєкту нового національного (державного) прапору Республіки Китай та його гімну (наприклад, Тайвань Формоза). Зовсім недавно Тайваньська кампанія виправлення назви (台灣正名運動) зіграла в цьому активну роль. Більш традиційні прихильники незалежності Тайваню, хоча і критикували виправлення назви як лише поверхневу тактику, позбавлену ширшого бачення розв'язання чинної проблеми, притаманного порядку денному незалежності Тайванської держави.
В сучасному світі існують різні іноземні рухи, які підтримують незалежність та суверенність Республіки Китай (Тайвань), такі як Асоціація Формози, Всесвітня об'єднана формозця за незалежність, Об'єднані молоді формозці за незалежність (Японія), Союз за незалежність Формози в Європі, Об'єднані формозці в Америці за незалежність, Комітет з прав людини у Формозі (Торонто), видав «Незалежну Формозу» у кількох томах у видавництві «Formosan Association». У «Незалежній Формозі, томи 2-3» вони намагалися виправдати співпрацю Тайваню з Японською імперією під час Другої світової війни, заявляючи, що «атмосфера охоплювала всі японські території, включаючи Корею та Формозу, а також японські материки», коли Тайванські видання офіційно підтримали «священну війну» Японської імперії, і люди які її вчинили були не винні.
Лідер антикомуністичного та водночас націоналістичного Гоміндану був Чан Кайші він був президентом Китайської Республіки на Тайвані, вважав, що США планують підготувати проти нього державний переворот, і разом з цим незалежність Тайваню. У 1950 році китайський націоналіст Чан Чін-куо став директором таємної поліції Республіки Китай, якою залишався до 1965 року. Чіанг також вважав своїх ворогів деяких людей, які були друзями США. Ворога сім'ї Чан, Ву Куо-чена, Чан Чінг-куо вигнав з посади губернатора Тайваню і втік до США в 1953 році. Чан Чін-куо, який здобув освіту в Радянському Союзі, започаткував військову організацію радянського зразка у Збройних силах Республіки Китай, реорганізувавши та радянізувавши корпус політичних офіцерів в армії, нагляд та діяльність партії Гоміндан була поширена на всіх військових. Проти цього був Сунь Лі-джен, який здобув освіту в американському військовому інституті Вірджинії. Чан організував суперечливий військовий суд і арешт генерала Сунь Лі-жена в серпні 1955 року за підготовку державного перевороту за допомогою американським ЦРУ проти свого батька Чан Кайші і китайської націоналістичної партії Гоміндан. ЦРУ нібито хотіло допомогти Сунь Лі-жену взяти під контроль Тайвань і проголосити його незалежність.
Під час воєнного стану, що тривав на території Республіки Китай до 1987 року, обговорення незалежності Тайваню було заборонено на території Республіки Китай, в той час, відновлення зв'язків з континентальним Китаєм та національне об'єднання Китаю були заявленими цілями Республіки Китай. Протягом цього часу багато прихильників незалежності Тайваню та інших дисидентів втекли за кордон і проводили там свою агітаційну (пропагандистську) роботу, зокрема в Японії та США. Частина їхньої роботи включала створення аналітичних центрів, політичних організацій та мережу лобізму, щоб впливати на політику приймаючих держав, зокрема США, головного союзника Республіки Китай, і на жаль вони так і не досягнуть успіху у своїй діяльності. В Республіці Китай, Рух за незалежність Тайваню був однією з багатьох причин для діяльності дисидентів, та активізації демократичного руху 1970-х років, який завершився інцидентом у Гаосюні 1979 року. Демократична прогресивна партія Тайваню, зрештою була сформована, щоб представляти інтереси дисидентського руху.

### Період багатопартійності
Після скасування на території Республіки Китай воєнного стану в 1987 році і запровадження багатопартійної політики, Демократична прогресивна партія Тайваню, серед громадян Республіки Китай все більше почала ототожнюватися з Рухом за незалежністю Тайваню, яка увійшла в її партійну платформу в 1991 році. У той же час багато закордонних прихильників незалежності Тайваню та організацій які виступали за незалежність Тайваню, повернулися до Республіки Китай і вперше почали просувати свої ідеї на Тайвані, та поступово почали нарощуючи політичну підтримку серед громадян Республіки Китай. Багато з них раніше втекли до США чи Європи і були в чорному списку, який був підготовлений Гомінданом, що не дозволяло їм повернутися на територію Республіки Китай. Втікачі зуміли там створити багато організацій, як-от Європейська федерація тайванських асоціацій або асоціація зі зв'язків з громадськістю Формози. Наприкінці 1990-х років Демократична прогресивна партія Тайваню так і ідея незалежності Тайваню здобули міцний виборчий округ на Тайвані, і були підтримані все більш гучною та жорсткою базою.

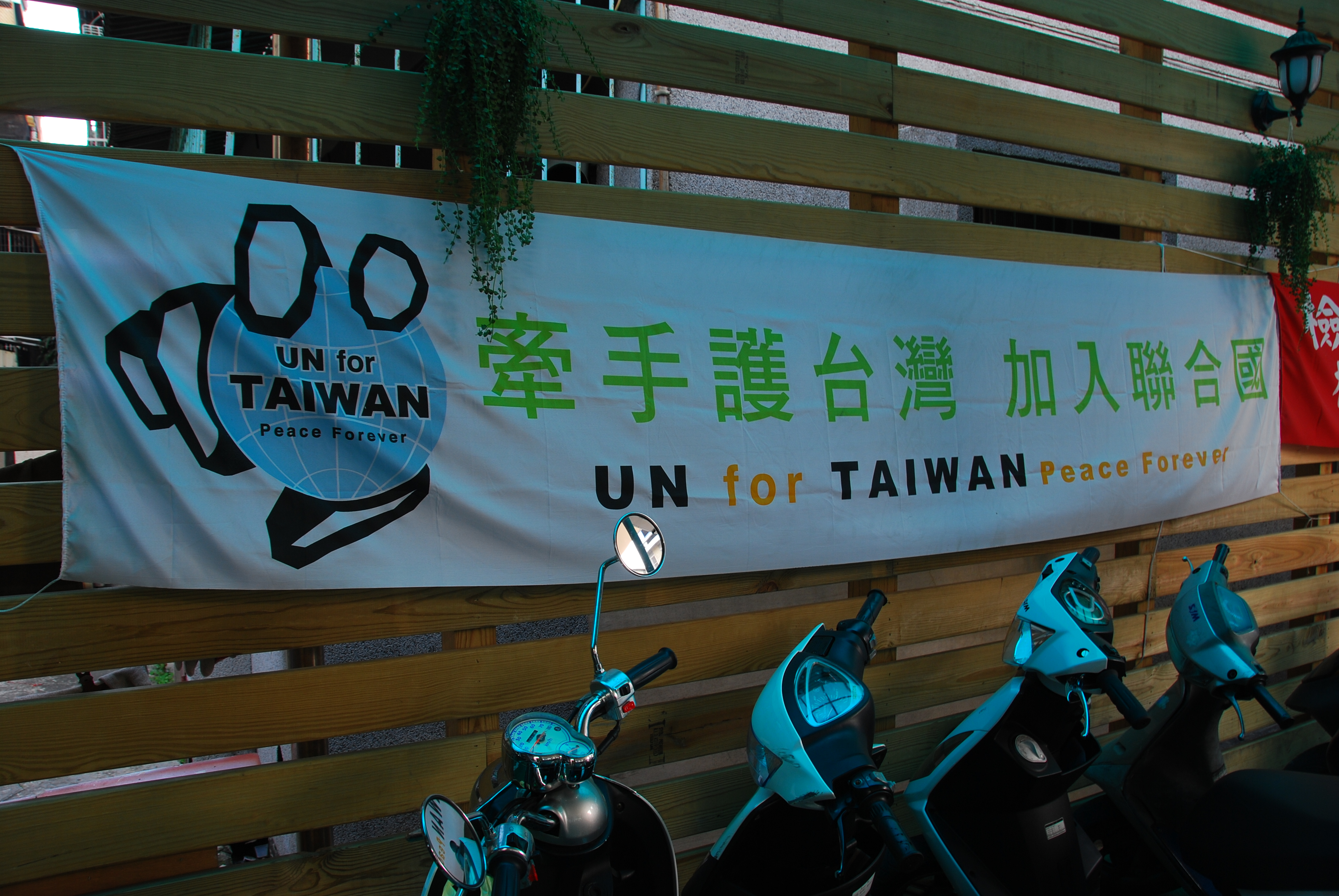
Банер із гаслом «ООН для Тайваню»

Оскільки в останні роки, успіхи під час виборчих компаній на території Республіки Китай, належать передусім тайванській Демократичної прогресивної партії, а потім і тайванської «Пан-зеленої коаліції», очолюваної ДПП, зростав, Рух за незалежність Тайваню перемістив увагу на політику ідентичності, запропонувавши багато планів, що передбачають символізм та соціальну інженерію. Інтерпретація історичних подій, таких як інцидент 28 лютого, використання мови мовлення та навчання рідною мовою в школах, офіційна назва держави та національний (державний) прапор Республіки Китай, гасла в армії, орієнтація карт — все це викликало занепокоєння сьогодні. — День руху за незалежність Тайваню. Цей рух, на піку свого розквіту в 70-90-х роках у формі тайваньського літературного руху та інших культурних потрясінь, останніми роками зменшився із засвоєнням цих змін. Тертя між континентальними та «корінними» громадами в Республіки Китай зменшилися через спільні інтереси: посилення економічних зв'язків з континентальним Китаєм, постійні загрози вторгнення з боку КНР та сумніви щодо того, чи підтримають США односторонню декларацію Тайваню про незалежність. З кінця 1990-х років багато прибічників незалежності Тайваню стверджували, що Тайвань, як Республіка Китай, уже незалежний від материка, що робить офіційну декларацію непотрібною. У травні 1999 року Демократична прогресивна партія Тайваню оформила цю позицію у своїй політичній резолюції «Резолюції про майбутнє Тайваню».
У 1995 році президент Республіки Китай (Тайвань) Лі Тен Хуей отримав дозвіл публічно говорити (виступити) в США, а саме в Корнельському університеті про свою мрію про незалежність Тайваню, коли вперше лідеру Республіки Китай було дозволено відвідати США. Це призвело до військової відповіді КНР, яка включала купівлю російських підводних човнів і проведення ракетних випробувань поблизу Тайваню.

#### Адміністрація Чень Шуйбяня (2000—2008)

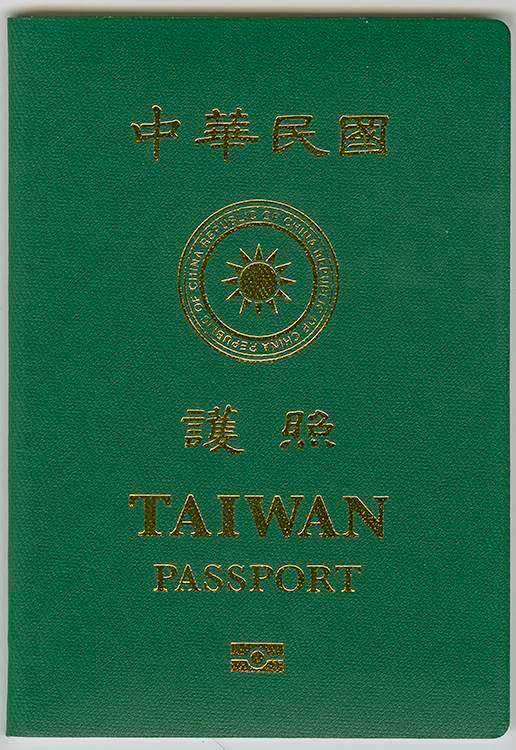
У паспорті Республіки Китай згадується Тайвань з 2003 року, щоб відрізнити його від паспорта Китайської Народної Республіки. У 2020 році Міністерство закордонних справ запустило оновлений паспорт, у якому виділяється «Тайвань»

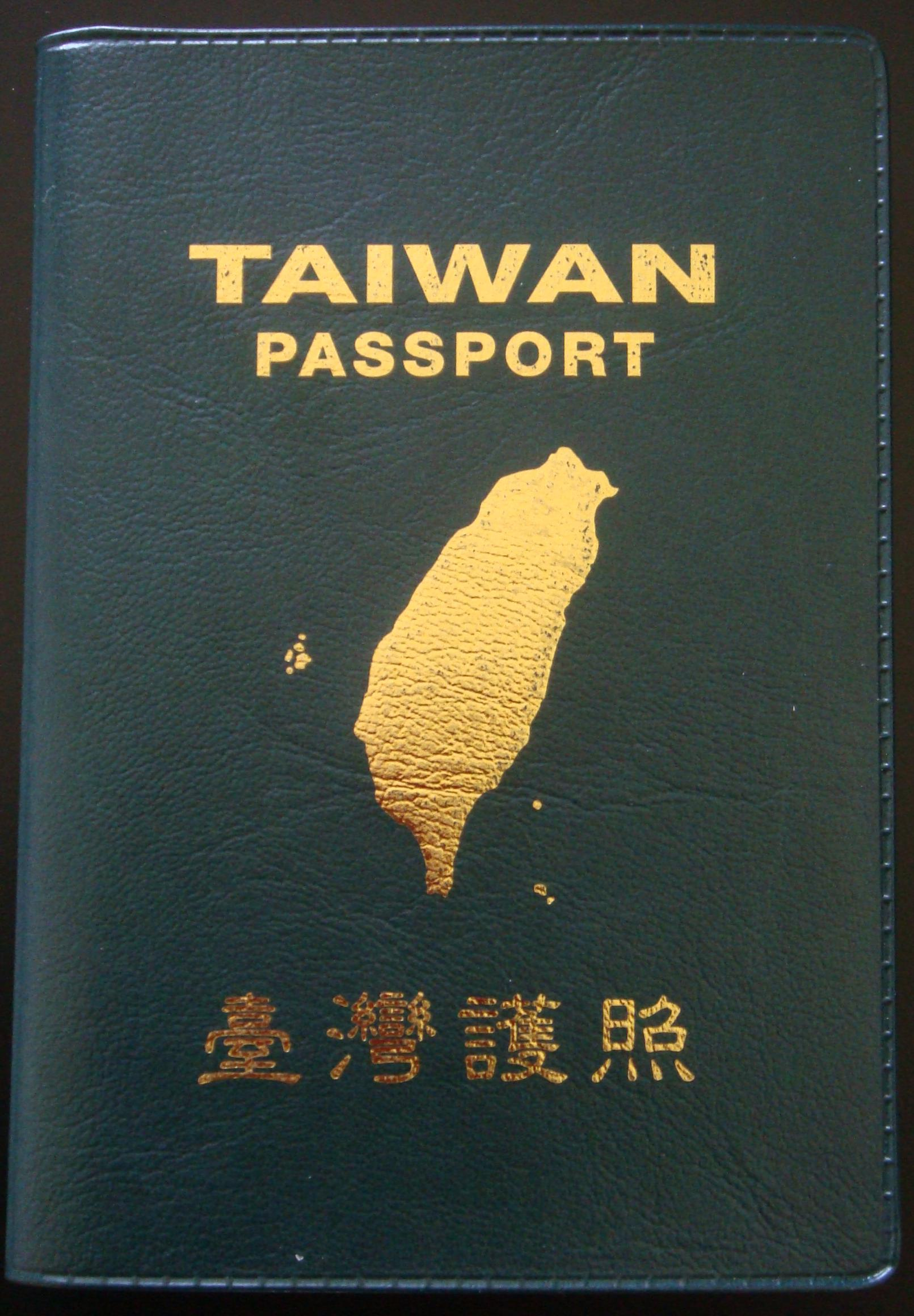
Приклад «тайванського паспорта», який зазвичай не приймається замість паспорта Республіки Китай

У лютому 2007 року президент Республіки Китай (Тайвань) Чень Шуйбянь ініціював зміни назв тайванських державних підприємств, а також національних посольств і закордонних представництв Республіки Китай (Тайвань). У результаті Chunghwa Post Co. (中華郵政) була перейменована в Taiwan Post Co. (臺灣郵政) і China Petroleum Corporation (中國石油) тепер називається CPC Corporation, Тайвань (臺灣中油), а на вивісках у посольствах Республіки Китай (Тайвань) тепер у дужках також зазначалось після «Республіки Китай» зображено слово «Тайвань». У 2007 році Taiwan Post Co. випустила марки з назвою «Тайвань» на згадку про інцидент 28 лютого. Однак назву поштового відділення було повернуто на «Chunghwa Post Co». Після інавгурації президента Республіки Китай (Тайвань) від китайської націоналістичної партії Гоміндан Ма Інцзю у 2008 році.
Табір «блакитної коаліції» висловив свою опозицію змінам, а колишній голова Гоміндана та президент Республіки Китай Ма Ін-цзю сказав, що це спричинить дипломатичні проблеми та спричинить напруженість у протоці (мається на увазі між КНР та Республікою Китай). Він також стверджував, що без зміни відповідного законодавства щодо державних підприємств зміни назви цих підприємств не можуть бути дійсними. Оскільки табір «блакитної коаліції» мав лише незначну парламентську більшість в адміністрації президента Республіки Китай Ченя, пропозиція уряду щодо зміни закону була заблокована опозицією. Пізніше речник Держдепартаменту США Шон Мак Кормак заявив, що США не підтримують адміністративні кроки, які могли б змінити статус-кво з боку Республіки Китай або КНР як загрози регіональній безпеці.
Колишній президент Республіки Китай (Тайвань) Лі Денхуей заявив, що ніколи не прагнув до незалежності Республіки Китай (Тайвань). Президент Лі Денхуей вважає що Республіка Китай (Тайвань) вже є незалежною державою, і що заклик до «незалежності Республіки Китай (Тайвань)» може навіть збентежити міжнародне співтовариство, натякаючи, що Республіки Китай (Тайвань) колись вважав себе частиною Китаю. З його погляду Тайвань є незалежним, навіть якщо він не зможе вступити до ООН. Президент Лі Денхуей сказав, що найважливішими цілями є покращення засобів до існування людей, формування національної свідомості, офіційна зміна назви та розробка нової конституції, яка відображає нинішню реальність, щоб Тайвань міг офіційно ідентифікувати себе як країну.

#### Адміністрація Ма Інцзю (2008—2016)
Законодавчі вибори в Республіці Китай відбулися 12 січня 2008 року, в результаті чого більшість місць в парламенті (86 зі 113 місць) у законодавчому органі здобули представники китайського Гоміндану та «Пан-Блакитної» коаліції. Демократична прогресивна партія президента Чень Шуйбяня зазнала важкої поразки, отримавши лише 27 місць в парламенті, що залишилися. Молодший партнер у «Пан-зеленій» коаліції, Тайваньський союз солідарності, не отримав жодного місця.
Через два місяці в суботу 22 березня 2008 року, відбулися в Республіці Китай вибори 12 президента та віцепрезидент Республіки Китай. Переміг кандидат від китайського Гоміндана Ма Інцзю з 58 % голосів, що завершило восьмирічне правління тайванської Демократичної прогресивної партії. Разом із парламентськими виборами 2008 року, переконлива перемога Ма Інцзю повернула китайську націоналістичну партію Гоміндан до влади в Республіці Китай.
1 серпня 2008 року Рада директорів тайванської «Taiwan Post Co» вирішила скасувати зміну назви та відновила назву «Chunghwa Post». Також Рада директорів, вирішила відновити назву корпорації, також вирішила знову прийняти на роботу звільненого у 2007 році генерального директора та зняти проти нього справу про наклеп.
2 вересня 2008 року президент Ма Інцзю визначив відносини між Республікою Китай і КНР як «особливі», але «не те, що між двома державами» — це відносини, засновані на двох областях однієї держави, причому Тайвань вважає цю державу Республікою Китай і материковий Китай, вважаючи цю державу КНР.
Підхід Ма Інцзю до КНР помітно ухиляється від політичних переговорів, які могли гіпотетично призвести до об'єднання Китаю, що є кінцевою метою КНР. Керівні принципи національного об'єднання залишаються «замороженими», і Ма Інцзю виключив будь-яке обговорення возз'єднання під час його каденції своїми трьома «ні» (ні об'єднання, ні незалежності, ні застосування сили).

#### Адміністрація Цай Інвень (2016— сьогодення)
Під час наступних виборів на території Республіки Китай (Тайвань) тайванська Демократична прогресивна партія на чолі якої стояла Цай Інвень здобула впевнену перемогу над китайською націоналістичною партією Гоміндан 20 травня 2016 року Її адміністрація заявила, що вона прагне зберегти поточний політичний статус Тайваню. Уряд КНР продовжує критикувати уряд РК (Тайвань), оскільки адміністрація ДПП відмовилася офіційно визнати так званий Консенсус 1992 року та політику одного Китаю.

## Вплив протестів у Гонконзі 2019—2020 років

### Передумови
13 березня 2018 року 19-річний Чан Тонг-Кай зізнався у вбивстві своєї 20-річної дівчини Пун Хіу Вінг в Республіці Китай, коли поліція особливого адміністративного району Гонконг заарештувала його після того, як він використав банкоматну картку Пуна для зняття готівки як в Республіці Китай, так і на території особливого адміністративного району Гонконг. Оскільки вбивство сталося в Республіці Китай, влада особливого адміністративного району Гонконг не мала юрисдикції звинувачувати Чана у вбивстві, але замість цього засудила його за відмивання грошей. Оскільки Гонконг є особливим адміністративним регіоном КНР, цей регіон не може укладати такі угоди, як договір про взаємну правову допомогу з Республікою Китай, що робить передачу Чана Республіці Китай надзвичайно важкою.
У лютому 2019 року уряд особливого адміністративного району Гонконг запропонував внести поправку до «Указу про втікачів» і Постанову про взаємну правову допомогу в кримінальних справах, щоб дозволити переміщення втікачів між особливого адміністративного району Гонконг і будь-яким місцем за межами Гонконгу. Дослідник Еміль Кок-Кхенг Йео стверджував, що внесення поправки «підпорядкує жителів і гостей Гонконгу юрисдикції та правовій системі материкового Китаю, тим самим підірвавши автономію регіону та громадянські свободи Гонконгу». У результаті 15 березня 2019 року в особливому адміністративному районі Гонконг розпочався рух за внесення поправок до закону проти екстрадиції.
У відповідь на протести в особливому адміністративному районі Гонконг уряд КНР закликав посилити контроль над особливим адміністративним районом Гонконг, щоб повернути «стабільність і процвітання» в Спеціальний адміністративний район (SAR), який 30 червня 2020 року уряд КНР ухвалив Закон про національну безпеку, який надає посадовим особам КНР повноваження діяти в особливому адміністративному районі Гонконг для покарання людей, які вчинили злочини сецесії, підривної діяльності, тероризму та змови з іноземними силами. Одночасно на прикладі особливого адміністративного району Гонконг,генеральний секретар Комуністичної партії Китаю Сі Цзіньпін також попередив Республіку Китай про неминучість об'єднання з КНР.

### Закон про національну безпеку Гонконгу
Найбільшою загрозою для жителів особливого адміністративного району Гонконг став закон про національну безпеку Гонконгу, оскільки він підвищував рівень контролю, який уряд КНР має над Гонконгом. Всього через день після прийняття закону було заарештовано близько 370 місцевих протестувальників, у тому числі 10 за новим законом. Ненависть до уряду КНР чи китайському уряду в Гонконгу також була визначена як серйозний злочин, за який людей можна було покарати до довічного ув'язнення. Американський журналіст Джон Помфрет розглядав цей закон як «план для роботи з Тайванем» і стверджував, що подібне законодавство також може бути запроваджене на Тайвані, якщо його уніфікують.
Відповідно до опитування, організованого APF Канади та RIWI у серпні 2020 року, дане опитування показало, що існує позитивна кореляція між занепокоєнням щодо національної безпеки Республіки Китай (Тайвань) та згодою, що КНР порушив узгоджений принцип «одна країна, дві системи». Загалом, близько 66 відсотків людей висловлюють певний рівень занепокоєння (від незначного до крайнього), і лише 34 відсотки виявили «зовсім не стурбовані». При цьому більшість тих, хто виявив занепокоєння, або назвали себе тайванцями, або прихильниками тайванської ДПП.

### Загальні вибори на Тайвані 2020 року
Одним із значних впливів на Республіку Китай (Тайвань) стала зростаюча підтримка Цай Інвень, яка займає посаду сьомого президента Республіки Китай (Тайвань) і є членом тайванської Демократичної прогресивної партії. Бонні Глейзер, аналітик китайської політики, вважає, що обставини в особливому адміністративному районі Гонконг «відгукнулися у тайваньських виборців». Президент Цай Інвень знав про це занепокоєння, тому приблизно через 3 місяці після початку протестів у особливому адміністративному районі Гонконг президент Цай Інвень оголосила свою позицію та погляд на протести у своєму акаунті в Twitter:
Ми підтримуємо всіх волелюбних людей Гонконгу. На їхніх обличчях ми бачимо тугу за свободою та нагадуємо, що важко виборену демократію Тайванців має охороняти й оновлювати кожне покоління. Поки я президент, «одна країна, дві системи» ніколи не буде варіантом.
У січні 2020 року Цай Інвень була переобрана президентом Республіки Китай (Тайвань) на наступний термін.

## Значення
У внутрішніх справах питання незалежності та суверенності домінує в політиці Республіки Китай (Тайвань) протягом останніх кількох десятиліть. Це також серйозна проблема для влади КНР. Створення тайванської держави формально є метою Тайваньського Союзу Солідарності та колишнього президента Республіки Китай (Тайвань) Лі Тен Хуея. Хоча Демократична прогресивна партія спочатку також виступала за ідею незалежності тайванської держави, тепер вони займають помірковану (середню) лінію, в якій незалежна та суверенна Тайванська держава, ототожнюється з «Республікою Китай (Тайвань)» та її символами.
Цей рух також має й міжнародне значення, оскільки влада КНР офіційно заявляла або мала на увазі, що вона змусить Республіку Китай (Тайвань) возз'єднатися з КНР, також вони наголошують що вчинять військові дії проти Республіки Китай (Тайвань) за однієї з цих п'яти умов:
1) Республіка Китай (Тайвань) офіційно проголошує незалежність.
2) Республіка Китай (Тайвань) вступає у військовий союз з будь-якою іноземною державою.
3) на території Республіки Китай (Тайвань) виникають внутрішні потрясіння,
4) Республіка Китай (Тайвань) отримує зброю масового знищення,
5) Республіка Китай (Тайвань) не виявляє бажання вести переговори на основі «єдиного Китаю». Уряд КНР попередив, що якщо ситуація в Республіці Китай (Тайвань) стане «гіршою», він не буде дивитися на нього «байдуже». Такі військові дії створили б загрозу конфлікту світових наддержав у Східній Азії. Відповідно до положень Закону про відносини з Тайванем, ухвалених у США, Республіка Китай (Тайвань) отримує зброю оборонного характеру. Проте Закон про відносини з Республікою Китай (Тайвань) не зобов'язує США здійснювати військове втручання.  Хоча це так, військове втручання все ще можна було б шукати, якщо президент США офіційно оголосить війну в акті Конгресу, підписаному президентом.

## Відповіді
Питання незалежності та відносин Республіки Китай (Тайвань) з материковим КНР є складними і викликають дуже сильні емоції серед тайванців. Є деякі, хто продовжує підтримувати позицію китайської націоналістичної партії Гоміндан, яка стверджує, що Республіка Китай (Тайвань) є єдиним законним урядом для всього Китаю (частиною якого вони вважають і Тайвань), і що метою уряду Республіки Китай (Тайвань) має бути можливе возз'єднання Китаю. КНР і Республіка Китай (Тайвань) повинні бути об'єднані під владою китайської націоналістичної партії Гоміндан. Деякі стверджують, що Республіка Китай (Тайвань) був і повинен залишатися повністю незалежним від КНР і повинен стати окремою тайванською державою з окремою власною назвою. Крім того, існує безліч позицій, що охоплюють весь спектр між цими двома крайнощами, а також різні думки щодо того, як найкраще керувати будь-якою ситуацією, якщо вона коли-небудь буде реалізована.
25 жовтня 2004 року на теренах континентального Китаю, а саме в столиці КНР в місті Пекін держсекретар США Колін Пауелл заявив, що Тайвань «не суверенний», викликаючи різкі коментарі як тайванської «Пан-зеленої», так і «Пан-блакитної» коаліцій, але з зовсім інших причин. Зі сторони ДПП президент Чен заявив, що «Тайвань, безумовно, є суверенною, незалежною країною, великою країною, яка абсолютно не належить до Китайської Народної Республіки». Союз солідарності Тайваню розкритикував держсекретаря США Коліна Пауелла і поставив під сумнів, чому США продавали зброю Республіці Китай (Тайвань), якщо він не був суверенною державою. Тодішній голова китайської націоналістичної партії Гоміндан Ма Їнцзю заявив, що «Китайська Республіка була суверенною державою з моменту її утворення у 1912 році. Голова партії PFP, яка виступає за об'єднання, Джеймс Сунг назвав це «найбільшим провалом Тайваню в дипломатії».

### Підтримка незалежності
Перша точка зору розглядає крок за незалежність Тайванської держави як націоналістичний рух. Історично так склалися погляди на такі групи, що виступають за незалежність, як рух Танвай (який пізніше переріс у Демократичну прогресивну партію), які стверджували, що Республіка Китай (Тайвань) під час правління китайської націоналістичної партії Гоміндану був «іноземним режимом», нав'язаний Тайваню. З 1990-х років прихильники незалежності та суверенності Тайваню більше не висловлюють цей аргумент. Натомість аргумент полягав у тому, що для того, щоб вижити у зростаючій могутності КНР, Тайвань повинен розглядати себе як окреме та відмінне від «Китаю» державне утворення. Така зміна погляду передбачає:
1) вилучення назви «Китай» з офіційних і неофіційних матеріалів на Тайвані.
2) зміни в підручниках з історії, які тепер зображують Тайвань як центральний орган.
3) заохочення використання тайванської мови в центральному уряді та в системі освіти.
4) скорочення економічних зв'язків з КНР.
5) сприяння загальному уявленню про те, що Тайвань є окремим державним утворенням. Метою цього руху є остаточне створення окремої держави, де КНР є іноземним утворенням, а Тайвань є міжнародно визнаною державою, окремою від будь-якого поняття «Китай». Пропонована назва «держава Тайвань» виключатиме такі райони, як Куемой і Мацу біля узбережжя Фуцзянь, а також деякі острови в південнокитайському морі, які історично не були частиною Тайваню. Деякі прихильники незалежності та суверенності Тайванської держави стверджують, що Договір Сан-Франциско виправдовує незалежність та суверенність Тайваню, не передавши Тайвань ні Республіці Китай (Тайвань), ні КНР, хоча ні КНР, ні уряд Республіки Китай (Тайвань) не визнають такого правового обґрунтування. Вважається також, що в разі офіційного проголошення незалежності та суверенності Тайванської держави, зовнішня політика Тайваню буде схилятися до Японії та США, а також розглядається бажаний варіант Ради з Опіки ООН.
Партія незалежності Тайваню отримала одне місце в законодавчому юані на парламентських виборах в Республіці Китай (Тайвань) у 1998 року. Союз солідарності Тайваню був створений у 2001 році, який також підтримує незалежність та суверенність Республіки Китай (Тайвань). Хоча на виборах він отримав більшу законодавчу підтримку, ніж TAIP, законодавче представництво Союзу солідарності Тайваню з часом зменшилося. У 2018 році політичні партії та організації, які вимагали проведення референдуму про незалежність та суверенність Тайванської держави, створили альянс для досягнення своєї мети. Альянс Formosa було створено 7 квітня 2018 року, викликане відчуттям кризи перед обличчям зростаючого тиску з боку влади КНР щодо так званого об'єднання Китаю. Альянс хотів провести референдум про незалежність Тайванської держави у квітні 2019 року і змінити назву острова з «Республіки Китай» на «Тайвань» і подати заявку на членство в ООН. У серпні 2019 року була заснована ще одна партія, яка підтримує незалежність та суверенність Тайванської держави, Альянс Партії дій Тайваню.

### Підтримка статус-кво
Інший погляд зору полягає в тому, що Республіка Китай (Тайвань) вже є офіційно незалежною державою з офіційною назвою «Республіка Китай», яка була незалежною (тобто фактично окремою від материкового Китаю/а також де-юре окремою від КНР) з моменту закінчення громадянської війни в Китаї в 1949 році, коли Республіка Китай (Тайвань) втратила контроль над всією територією материкового Китаю, і під його адміністрацією залишилися лише острів Тайвань (включаючи острови Пенху), Цзіньмень (Кемой), острови Мацу біля узбережжя провінції Фуцзянь та деякі острови в Південнокитайському морі. Хоча раніше жодна велика тайванська політична фракція не дотримувалася цього погляду про статус-кво, оскільки це «компроміс» перед погрозами військового вторгнення КНР та застереженнями США проти одностороннього проголошення незалежності, тайванська ДПП поєднала це зі своєю традиційною вірою, щоб сформувати свою остаточну офіційну політику. Цей погляд не був схвалений більш радикальними тайванськими політичними групами, такими як Союз солідарності Тайваню, які підтримують лише третю точку зору, описану вище, і виступають за незалежну та суверенну Республіку або Державу Тайвань. Крім того, багато членів «Пан-Блакитної» коаліції з підозрою ставляться до цього погляду, побоюючись, що прийняття цього визначення незалежності та суверенності Тайваню є лише нещирою тактичною спробою просунути спаплюжений та третій погляд на незалежність та суверенність Тайваню. В результаті прихильники «блакитної коаліції» як правило, чітко розрізняють незалежність та суверенність Тайваню, тоді як прихильники «Pan-Green» намагаються стерти відмінність між ними.
Більшість тайванців та тайванських політичних партій Республіка Китай (Тайвань) підтримують статус-кво і визнають, що це фактична незалежність через суверенне самоврядування. Навіть серед тих, хто вважає, що Тайвань є і повинен залишатися незалежним, побоюються можливої війни з КНР і тому пом'якшують їх підхід, і вони схильні підтримувати статус-кво, а не йти ідеологічним шляхом, який може призвести до війни з КНР. Коли президент Республіки Китай (Тайвань) Лі Тен Хуей висунув політику двох держав, він отримав 80% підтримки громадян Республіки Китай (Тайвань). Схожа ситуація виникла, коли президент Республіки Китай (Тайвань) Чень Шуйбянь заявив, «що є по одній країні з кожного боку Тайванської протоки». До цього дня сторони розходяться, іноді гірко, щодо таких речей, як територія, назва (Республіка Китай чи Тайвань), майбутня політика та інтерпретації історії. «Пан-Блакитна» коаліція та КНР вважають, що президенти Республіки Китай (Тайвань) Лі Тен-хуей та Чень Шуйбянь мають намір публічно пропагувати помірну форму незалежності та суверенності Тайваню, щоб таємно просувати більш глибокі форми незалежності та суверенності Тайваню, і що вони мають намір використовувати народну підтримку на Тайвань за політичне відокремлення для просування уявлень про культурне та економічне відокремлення Тайваню від КНР.

### Опозиція незалежності

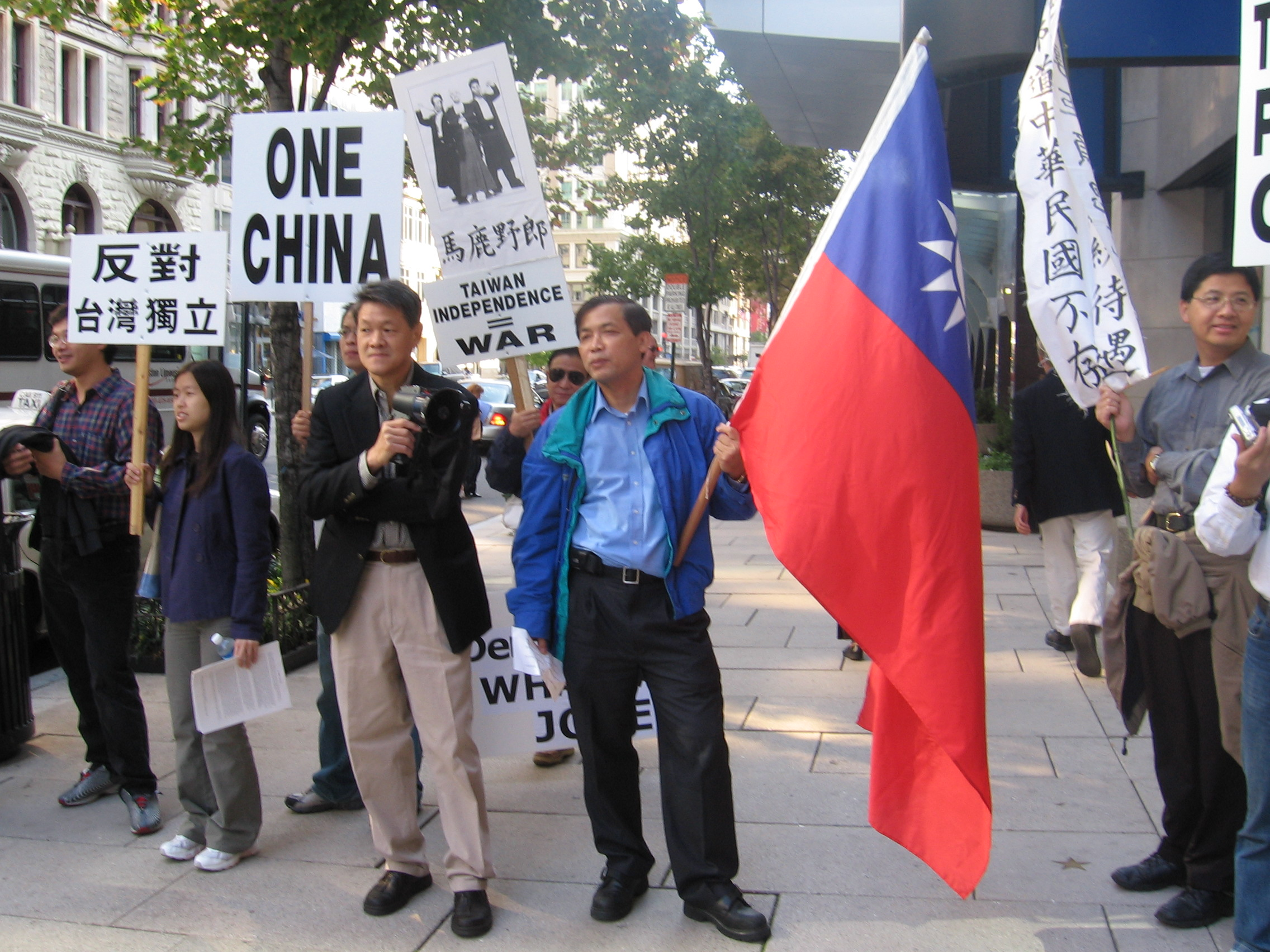
Демонстранти проти незалежності Тайваню у Вашингтоні, округ Колумбія, під час візиту Лі Тен-Хуя у 2005 році

Третій погляд домінує в прихильників єдиного Китаю, вона була висунута урядом КНР і китайською націоналістичною партією Гоміндан, які визначають незалежність Тайваню як «відокремлення Тайваню від Китаю, що спричиняє розкол нації та народу». Те, що влада КНР стверджує в цій заяві, є дещо неоднозначною, на думку прихильників незалежності та суверенності РК Республіки Китай (Тайвань), оскільки деякі заяви влади КНР, схоже, ототожнюють Китай виключно і безкомпромісно з комуністичним КНР. Інші пропонують ширше та більш гнучке визначення, припускаючи, що материковий Китай і Тайвань є частинами, які утворюють одне культурне та географічне утворення, хоча політично розділені через наслідки громадянської війни в Китаї. Влада КНР вважає себе єдиним законним урядом усього Китаю, а Республіка Китай (Тайвань) — неіснуючим державним утворенням, ліквідованим під час комуністичної революції в Китаї, що відбулася в 1949 році. Тому вони вважають що твердження про те, що Республіки Китай (Тайвань) є суверенною державою, тлумачать як підтримку незалежності та суверенності Тайваню, так само як і пропозиції змінити назву Республіки Китай (Тайвань). Така зміна назви зустрічається з ще більшим несхваленням від влади КНР, оскільки вона відкидає тезис що Тайвань як частину великого Китаю (як одну зі сторін громадянської війни в Китаї, яка все ще не завершилась). До 1971 року Республіка Китай (Тайвань) визнавалася в ООН як єдиний законний уряд Китаю. У цьому році була прийнята Резолюція ООН 2758, після чого КНР став визнаним ООН легальним урядом Китаю. Під час візиту президента КНР Ху Цзіньтао до США 20 квітня 2006 року президент США Джордж Буш підтвердив світові, що США підтримуватимуть свою політику «єдиного Китаю». Китайські націоналісти назвали рух за незалежність та суверенність Тайваню та його прихильників «ханьцзянями» (зрадниками). 

### Громадська думка
У опитуванні громадської думки, проведеному на території Республіки Китай (Тайвань) тайванською радою з материкових питань у 2019 році, встановило: що 27,7% опитаних респондентів підтримали незалежність Тайваню: 21,7% сказали, що статус-кво потрібно зберегти наразі, але Тайвань має стати незалежним у майбутньому, а 6% опитаних сказали, що незалежність має бути проголошена якомога швидше. 31% опитаних респондентів підтримали нинішню ситуацію, яка є, а 10,3% опитаних погодилися на об'єднання з материком, а 1,4% опитаних заявили, що це має відбутися якнайшвидше.
Також було й інше опитування на території Республіки Китай (Тайвань), в опитуванні Тайванського фонду громадської думки, проведеному в червні 2020 року, 54% респондентів підтримали де-юре незалежність Тайваню, 23,4% вважали за краще зберегти статус-кво, 12,5% виступали за об'єднання з Китаєм, а 10% не дотримувалися жодного конкретного погляду з цього приводу. Це був найвищим рівнем підтримки незалежності та суверенності Тайванської держави з часу першого проведеного опитування в 1991 році.
| Дата(и) проведено         | Опитувальна фірма | Обсяг вибірки | Похибка  | Незалежність | Об'єднання | Статус кво | Немає думки | Вести |
| ------------------------- | ----------------- | ------------- | -------- | ------------ | ---------- | ---------- | ----------- | ----- |
| 17–21 жовтня 2019 року    | МАК               | 1073          | ±2,99 pp | 27,7%        | 10,3%      | 56,8%      | 5,2%        | 29,1% |
| 21–24 листопада 2019 року | CWMSC             | 1073          | ±2,99 pp | 32%          | 5,5%       | 58,1%      | 4,4%        | 26,1% |
| 15–16 червня 2020 року    | TPOF              | 1074          | ±2,99 pp | 54%          | 12,5%      | 23,4%      | 10%         | 30,6% |
| Січень— червень 2021 року | ESC, NCCU         | 4717          | Невідомо | 31,4%        | 7,4%       | 55,7%      | 5,7%        | 24,3% |

## Подальше читання
- Буш Р. та О'Хенлон М. (2007). Війна, як ніхто інший: правда про виклик Китаю Америці. Wiley.ISBN 0-471-98677-1
- Буш, Р. (2006). Розв'язування вузлів: встановлення миру в Тайванській протоці. Brookings Institution Press.ISBN 0-8157-1290-1
- Карпентер, Т. (2006). Майбутня війна Америки з Китаєм: курс зіткнення через Тайвань. Палгрейв Макмілан.ISBN 1-4039-6841-1
- Коул, Б. (2006). Безпека Тайваню: історія та перспективи. Рутледж.ISBN 0-415-36581-3
- Мідь Дж. (2006). Гра з вогнем: Війна, що насувається з Китаєм за Тайвань. Praeger Security International General Interest.ISBN 0-275-98888-0
- Федерація американських вчених та ін. (2006). Ядерні сили Китаю та планування ядерної війни США
- Гілл, Б. (2007). Висхідна зірка: нова дипломатія безпеки Китаю. Brookings Institution Press.ISBN 0-8157-3146-9
- Манторп, Джонатан (2008). Заборонена нація: історія Тайваню. Пелгрейв Макміллан.ISBN 1-4039-6981-7
- Ширк, С. (2007). Китай: тендітна наддержава: як внутрішня політика Китаю може зірвати його мирний підйом. Видавництво Оксфордського університету.ISBN 0-19-530609-0
- Цанг, С. (2006). Якщо Китай атакує Тайвань: військова стратегія, політика та економіка. Рутледж.ISBN 0-415-40785-0
- Такер, NB (2005). Небезпечна протока: американсько-тайваньсько-китайська криза. Видавництво Колумбійського університету.ISBN 0-231-13564-5